# Ел Мутавакил
Џафар ибн Мухамед (арап. جعفر بن محمد) познатији по свом престоном имену ел Мутавакил Алалах (арап. المتوكل على الله, „Онај који се ослања на Алаха”; март 822, Багдад — 11. децембар 861, Самара) био је десети абасидски калиф (847—861). Био је син калифа ел Мутасима и последњи велики абасидски калиф. Владао је из Самаре.
На спољном плану владавину су му обележили сукоби са Византијом, који су вођени са променљивим успехом. На унутрашњем плану одступио је од унутрашње политике својих претходника, одбацивши мутезилизам и укинувши мину (муслиманска инквизиција). Његовом заслугом интезивирана је градитељска делатност у Самари, која је у то време достигла врхунац. Мутавакиловом смрћу наступио је период нестабилности и брзих смена на престолу познат као анархија у Самари.

## Биографија
Џафар је био син абасидског калифа ел Мутасима и његове робиње Шуџе ел Хорезми. На престо је дошао после смрти свог полубрата ел Ватика 10. августа 847. године, узевши име ел Мутавакил Алалах у значењу „Онај који се ослања на Алаха”. Попут своја два претходника, владао је из Самаре. У то време Абасидски калифат се простирао од Магреба до Инда, али су одређене области признавале калифову власт само формално. Ираном и Хорасаном владали су Тахириди, Ифрикијом и деловима јужне Италије Аглабиди, док се на граници са Византијом фактички осамосталио Мелитенски емират Омара ел Акте.
На спољашњем плану, Мутавакилову владавину обележио је наставак сукоба са Византијом, који су вођени променљивим успехом. Калиф је наводно написао византијском цару:
Најмања област под влашћу мог најнижег поданика доноси више прихода него читаво твоје царство.
Међутим, изгледа да ова тврдња не одговара истини и да је Константинопољ у свом богатству и раскоши био једнак Багдаду.
У почетку је ратна срећа била наклоњенија Калифату. Међутим, изазвана нападима са Крита, византијска флота се 853. године изненада појавила на обалама Египта, који је служио као ослонац Арабљанима на Криту. Тврђава Дамијета, у делти Нила, била је заузета и спаљена. То је био први пут да су Византинци продрли тако далеко у арабљанске воде. После овога Калифат се посветио обнови и изграњи велике флоте која би била смештена у Египту. У Малој Азији је Византија такође прешла у напад. Године 856. Петрона, стратег Тракесијанске теме и ујак цара Михаила III, предузео је поход у област Самосате и продро све до Амиде, а потом упао у Тефрику вративши се са бројним заробљеницима. Сам цар и цезар Варда предузели су 859. године напад на Самосату са не мањим успехом. Истовремено је византијска флота поново опљачкала Дамијету. Ипак, ове победе Византији нису донеле никакве веће користи, пошто нису изостајали ни противнапади Калифата. Такође, борбе су више пута прекидане привременим споразумима који су укључивали размену заробљеника.
У борбама на западу, у јужној Италији, Арабљани су константно напредовали. До 859. године, Аглабиди су завладали скоро читавом Сицилијом, одржали су се само Сиракуза и Таормина. Године 849. Арабљани су покушали да опљачкају Рим, али су поражени у бици код Остије. Између 858. и 860. године Викинзи су дошли до аглабидских територија у свом походу према Александрији.
На унутрашњем плану Мутавакил је направио отклон у односу на политику својих претходника, а нарочиту пажњу је поклонио верским питањима. Године 851. укинуо је мину, муслиманску инквизицију, чиме је раскрстио са мутезилизмом. Калиф је је више дословно тумачио Куран и хадис. Није био заинтересован за науку и сматрао је да је ширење грчке филозофије у супротности са исламом. Све ово је уз одбацивање мутезилизма, који је подржавао широкоумље и научно истраживање, довело до опадања Куће мудрости у Багдаду. Калиф је заузео чвршћи став према шиитима; ставио је њиховог имама Алија ел Хадија у кућни притвор у Самари и наредио је уништење Хусеин ибн Алијевог гроба у Карбали. Немуслиманима је забранио рад у државној управи и наредио је да носе посебну одећу како би се разликовали од муслимана.
Током Мутавакилове владавине интезивирана је градитељска делатност у Самари, која достиже врхунац. Град је проширен ка северу, уз Тигар, где је изграђена нова палата Каср ел Џафари. Палата Булкавара направљена је за калифовог сина, будућег калифа ел Мутаза. Почело је и са ширењем града на десну страну Тигра. Упркос калифовој побожности, зидови Самаре били су украшени бројним фрескама и голим женским фигурама, као и сценама из лова. Ово се може приписати хришћанским уметницима, који су нарочито долазили из Византије. За време Мутавакилове владавине они су сликали чак и цркве са све монасима.
Ипак најзначајније Мутавакилово градитељско дело била је Велика џамија у Самари, изграђена 859. године, у месопотамијском стилу. Ова џамија дуго је била највећа на свету. Садржала је 25 одељења за молитву раздвојених октагоналним стубовима који су носили плафон израђен од тиковине. Колонаде су се пружале од севера ка југу у правцу Меке, као у ел Акси. Михраб су замењивала три отвора са луковима, при чему је централни био виши и шири од друга два. Спољашњи зид од опеке био је богато декорисан. Нарочито се истиче аутентични спирални минарет. Својом архитектуром, ова џамија је утицала како на исламски свет тако и на хришћански, највише у периоду готике.
Попут своја два претходника, Мутавакил се ослањао на турске војнике, своју телесну стражу, која је временом постала најмоћнија заједница у абасидском друштву. Калиф је изазвао њихово незадовољство погубивши њиховог команданта. Године 861. године запретио је да ће разбаштинити свог најстаријег сина Абу Џафара Мухамеда. На то је младић отишао Турцима, које је лако успео да убеди да би више напредовали под његовим влашћу него под влашћу било кога од његове браће. Дана 11. децембра ел Мутавакила је у његовим одајама убио турски војник. Помоћу Турака, Абу Џафар Мухамед је био изабран за новог калифа, узевши име ел Мунтасир. Овим чином у Абасидском калифату је почео период унутрашње нестабилности и честих смена на престолу познат као анархија у Самари. Пошто су будући абасидски калифи били обичне марионете у рукама разних интересних група, ел Мутавакил се сматра последњим великим абасидским калифом.
Осим ел Мунтасира, још двојица Мутавакилових синова, ел Мутаз и ел Мутамид, били су калифи. Поред њих значајни су били и ел Мувафак, који је био фактички владар за време Мутамидове владавине, и ел Муајад, гувернер Сирије.